# 비누화
비누화(영어: saponification)는 수성 알칼리(예: 수산화 나트륨 수용액)의 작용에 의해 에스터를 비누와 알코올로 전환하는 과정이다. 비누는 긴 탄소 사슬을 가지고 있는 카복실산인 지방산의 염이다. 스테아르산 나트륨은 전형적인 비누이다.

## 같이 보기
- 에스터
- 비누
- 알코올
- 지방산